# Orel iberský
Orel iberský, též známý jako orel španělský nebo Adalbertův (Aquila adalberti), je druh orla, který obývá Pyrenejský poloostrov. Je považován za jednoho z nejvzácnějších dravců na světě. Tělo dospělce měří okolo 80 cm a váží mezi 2,5 a 3,5 kg, přičemž samice jsou větší než samci. Rozpětí křídel může dosáhnout až 220 cm. Živí se především savci, a to od myší až po domácí ovce. Menší složku jejich jídelníčku pak tvoří ptáci.
Dle Mezinárodního svazu ochrany přírody (IUCN) se jedná o ohrožený druh zařazený v první příloze CITES. Jeho populace ale pomalu narůstá a jsou hlášena pozorování i z Portugalska, kde byl považován za vymřelý. Hlavní areál výskytu tvoří pak středozápadní Španělsko.

## Taxonomie
Orla iberského poprvé popsal německý farář a ornitolog Christian Ludwig Brehm v roce 1861. V minulosti byl klasifikován jako poddruh orla královského (Aquila heliaca). Nicméně teorií bylo více, například ornitologové Charles Gald Sibley a Burt Leavelle Monroe tvrdili, že společně tvoří superdruh. Na základě studie z roku 1997, která porovnávala mitochondriální DNA obou druhů, bylo určeno, že se od sebe druhy oddělily asi před jedním milionem let. To ale vyvrátil druhý výzkum z roku 2007, který porovnával jejich nukleární DNA a stanovil tuto dobu na období holocénu nebo konec pleistocénu.

## Výskyt

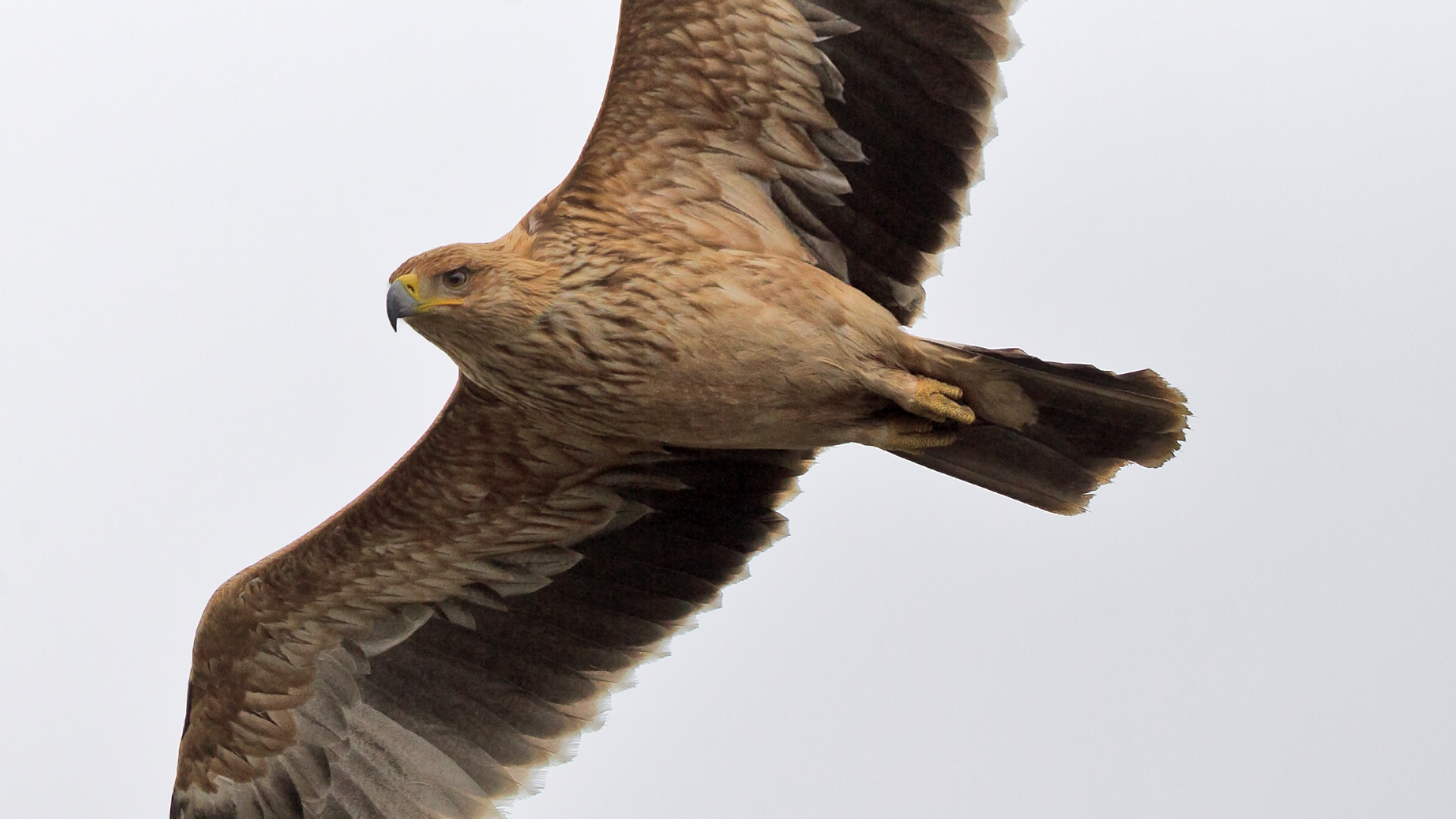
Mladý jedinec za letu

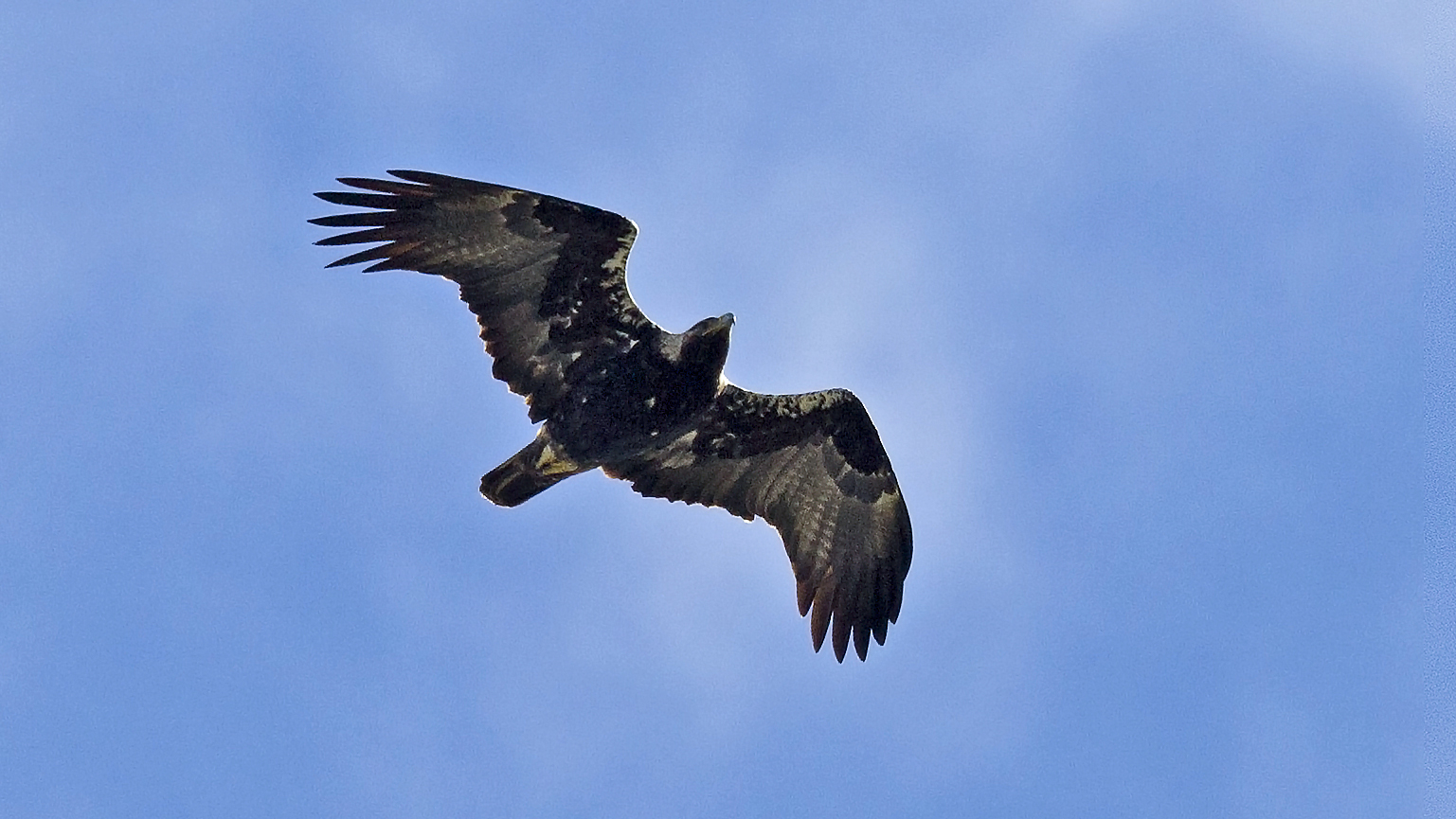
Pohled na dospělce zdola

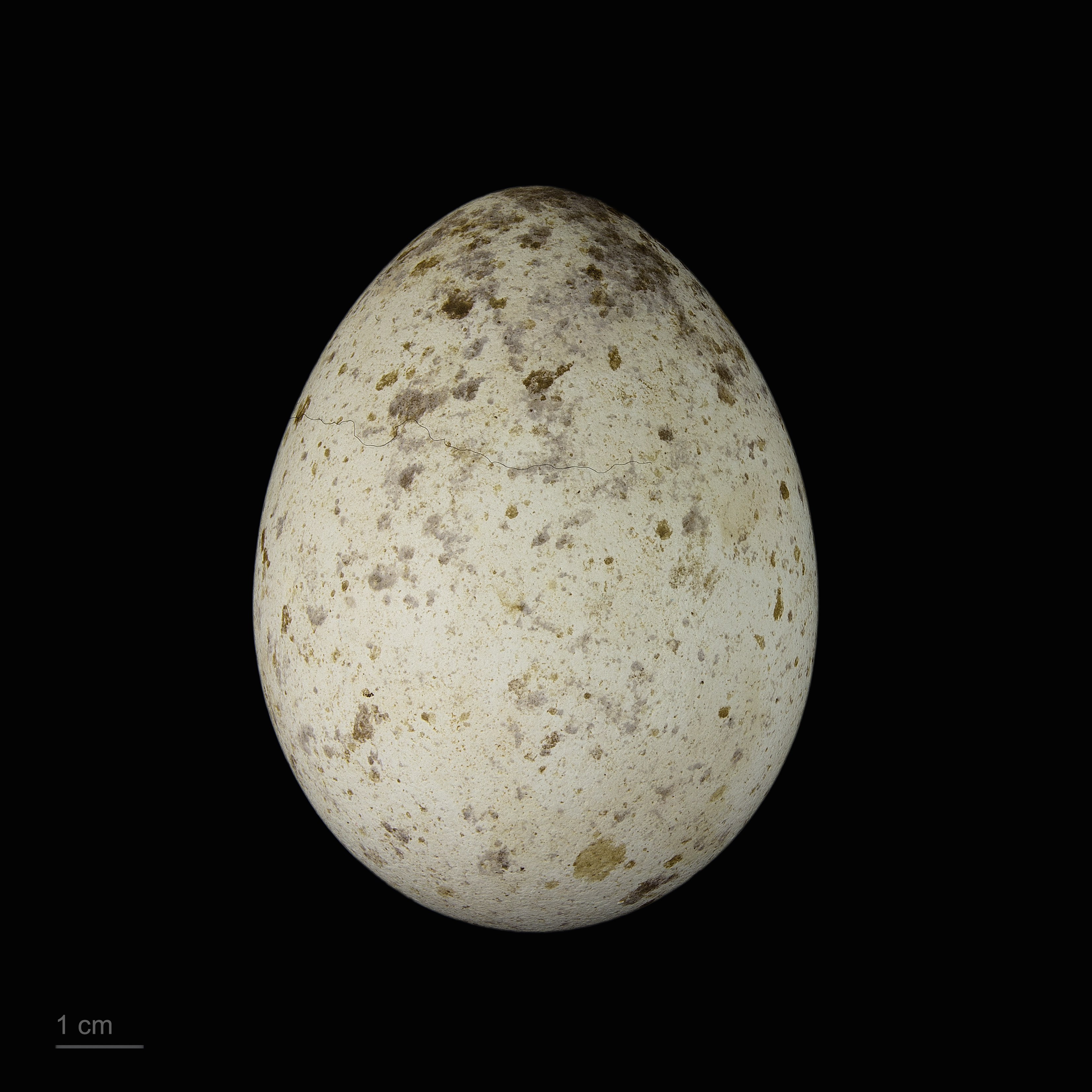
Aquila adalberti

Podle archeologických nálezů se orlové iberští původně vyskytovali pouze ve východní části Pyrenejského poloostrova. Během 19. a 20. století se sice rozšířili i do jiných oblastí poloostrova a do severní Afriky, ale ve většině těchto oblastí znovu vymizeli. Poslední záznamy o hnízdění v Alžírsku jsou z 19. století, v Maroku z první poloviny 20. století. Nicméně v současnosti přibývají záznamy z Portugalska a během roku 2015 byla tři pozorování nahlášena právě z Maroka. S rostoucí populací se osamocení ptáci objevují i ve Francii, kde bývají orlové iberští nepravidelně pozorováni již od devatenáctého století.
Vyhledávají zalesněné oblasti s typickým středozemním typem podnebí: teplým a suchým létem a mírnými zimami. Straní se lidských příbytků a uměle zavlažovaných oblastí. Dalším faktorem pro jejích výskyt je dostatek potravy, tedy především zajícovitých. Často je možné je pozorovat v místech s porosty korkového dubu (Quercus suber) a nevyhýbají se ani vysokým nadmořských výškám v centrálním Španělsku.

## Popis
Orlové iberští jsou mohutní s robustní stavbou těla. Délka těla dospělého jedince se pohybuje mezi 74 a 85 cm (některé zdroje ale uvádí i délku okolo 60 cm) a váha od 2500 do 3000 g. Rozpětí křídel bývá 177 až 220 cm. Samice jsou větší než jejich protějšky; ve velikosti asi o 10 %, v hmotnosti až o 40 %. Vzhledově se podobají orlům královským, ale jsou mohutnější, kompaktnější, většinou světlejšího zbarvení a mají větší hlavu i zobák. Na zádech, prsou a břiše se nepravidelně mísí světlé a tmavě hnědé peří, na ramenou je bílé peří výraznější. Hlava a krk jsou delší než u jiných druhů orlů. Přepeřují prakticky celoročně: od března do listopadu. Nemusí při tom obměnit peří na celém těle.
Mladí se podobají stejně starým africkým orlům okrovým (Aquila rapax), ale jsou větší a mají delší křídla. Na konci jara většinou začnou poprvé přepeřovat a dospěleckého zbarvení dosáhnou asi po pěti obdobích.

## Chování

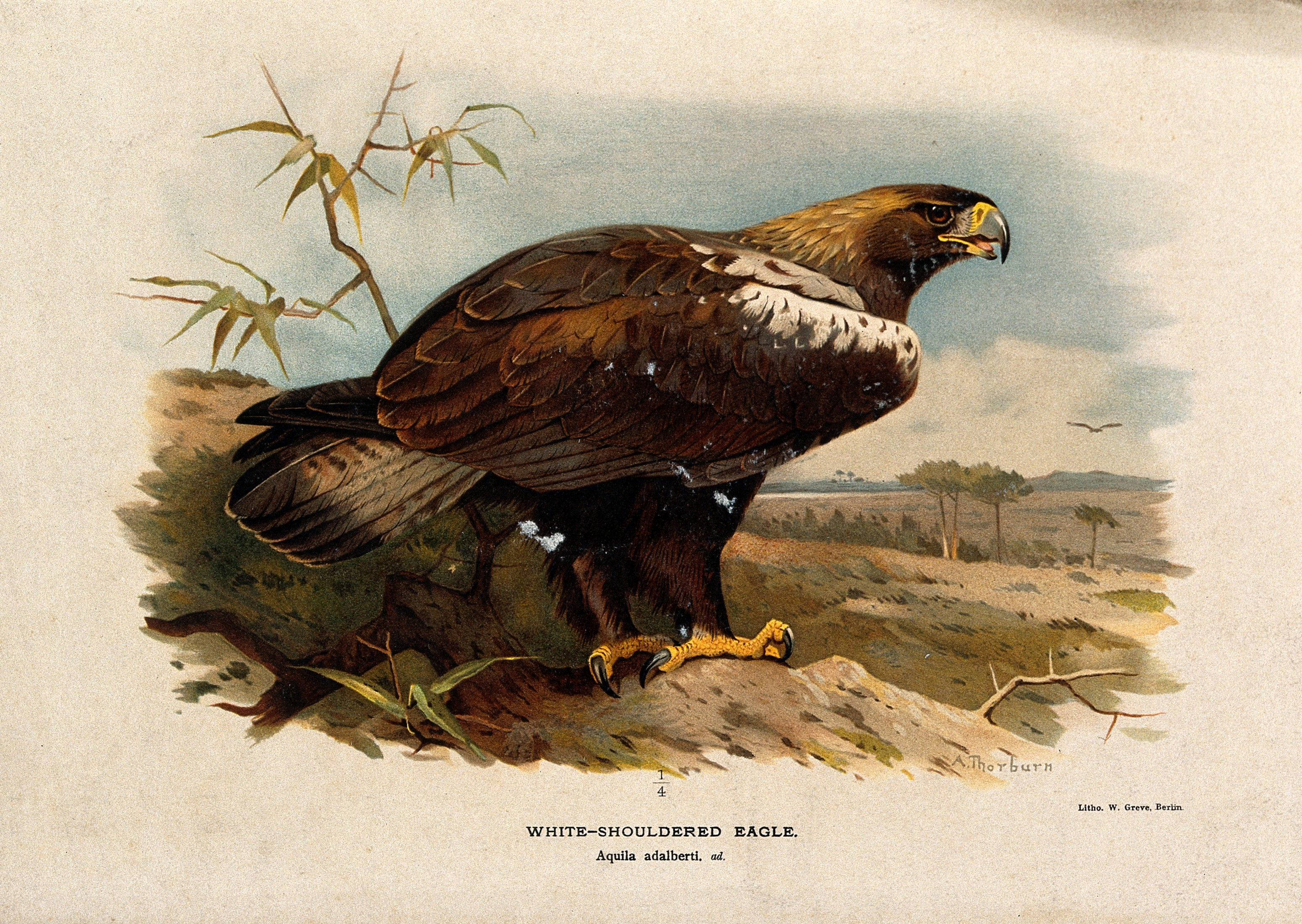
Orel iberský na litografii přibližně z roku 1885

Ačkoliv mladí jedinci se mohou přesouvat na větší vzdálenosti, jedná se spíše o stálý druh. Dospělí jedinci pak žijí ve svých teritoriích po celý rok. Rozloha jejich teritorií je různá a liší se v závislosti na kvalitě obývaného prostředí, obecně ale bývá uváděn jeden pár na 52 km2.
Oproti orlům královským nejsou při letu tak agilní: mávání křídly je spíše hluboké a mocné.

### Potrava
Orlové iberští se živí především menšími savci. Dle pozorování z roku 2008 tvoří 93,7 % jejich jídelníčků savci, 5,8 ptáci a pouze 0,4 % jsou plazi a obojživelníci. Z ptáků loví nejčastěji holubovité (Columbidae), krkavcovité (Corvidae), skřivanovité (Alaudidae) a další pěvce. Většinou ale nejsou při letu dost rychlí a obratní na to, aby ptáka ulovili za letu. Ze savců tvoří jejich kořist ovce a výjimečně i myši, ale především zajícovití (Leporidae). Další méně častou kořistí mohou být ještěrkovití (Lacertidae) nebo užovkovití (Colubridae). Celkově se na jejich jídelníčku nachází asi 98 druhů.
Ačkoliv si běžně kořist uloví sami, jsou zdatní i jako zloději – potravu kradou především jiným dravcům.

### Hnízdění
Tento druh je monogamní, přičemž pár si drží své stále území, ve které může mít postavených několik různých hnízd. Na Pyrenejském poloostrově probíhá období rozmnožování od poloviny února do konce března, v Maroku to bylo od ledna do května. Hnízdí na stromech, kde si z větví staví velké hnízdo v koruně. Na stavbě se podílí oba rodiče. Většinou se jedná o urostlé duby nebo borovice. Výjimečně mohou být hnízda nalezena i na elektrických věžích. Tak či tak, platí, že orlové iberští si staví své příbytky v místech, kde nebudou vyrušováni lidmi. Velikost snůšky se pohybuje od jednoho do čtyř vajec. Ta jsou bílá s šedými, hnědými nebo nafialovělými skvrnami a samice je naklade v rozmezí dvou až tří dní. O zahřívání se stará pouze samice. Po vylíhnutí starost o krmení převezme samec, který přibližně následujících 75 až 77 dnů přináší potravu samici i mladým. Kuřata jsou vůči sobě poměrně agresivní a vzájemné útoky vedou k četným úmrtím: dle studie publikované v roce 2006 tvoří zabití sourozencem více než 50 % všech případů úmrtí mladých orlů iberských. Své mrtvé sourozence většinou i sežerou. Mezi 116 a 162 dnem života opustí hnízdo, nicméně někdy se do něj vracejí ještě i několik týdnů poté.
Pohlavně dospívají ve třech až čtyřech letech.
Během období hnízdění se rodiče drží relativně blízko svých hnízd, přibližně v okruhu 8 km. Mimo tuto dobu ale mohou odletět až do vzdálenosti 61 km.

## Ohrožení
Orlové iberští patří mezi druhy zařazené v první příloze CITES. Dle Mezinárodního svazu ochrany přírody (IUCN) se jedná o ohrožený druh. Jejich populace ale vzrůstá: v roce 1974 bylo zaznamenáno 38 párů, o třicet let později to bylo již 188. Studie publikovaná v roce 2009 rozdělila vývoj populace těchto orlů na tři fáze: nárůst (1981–1993), neměnná (1994–1999) a znovu nárůst (2000–2004). Během první fáze se počet párů zvýšil z 25 na 127, během druhé se zvýšil o čtyři a během třetí na konečných 188. Všichni tito jedinci byli zaznamenáni na území Španělska. Nejednalo se ale o plošný nárůst ve všech monitorovaných oblastech: výjimkou je národní park Doñana. V roce 2008 žilo okolo 200 párů.
Na populaci orlů iberských má vliv několik faktorů; jedním z nich je aktivita člověka a to, jakým způsobem ovlivňuje jejich přirozené prostředí. Dalším je dostatek kořisti. I proto byl ve Španělsku založen program na zásobování párů během období hnízdění domácími králíky, především v oblastech s nedostatkem potravy. Následovaly i další pokusy o rozšíření orlů iberských, například vypouštění mladých ptáků do okolí města Cádiz. Do roku 2013 tam bylo umístěno 77 mladých, z nichž devět se později rozmnožilo (pět v okolí Cádiz, dva v Doñaně a dva v Toledu).
Jako hlavní důvod úmrtí orlů iberských bývá uváděn střet s elektrickým vedením, který tvoří až 60 % případů nepřirozeného úhynu těchto ptáků. V roce 1990 ale bylo v Andalusii zavedeno opatření, které mělo za cíl snížit počty ptáků zabitých elektrickým proudem, a které bylo poměrně úspěšné: úmrtnost klesla o 62 % a to vedlo k dalším rozšíření orlů v této oblasti.